# Magán
Magán – gmina w Hiszpanii, w prowincji Toledo, w Kastylii-La Mancha, o powierzchni 29,18 km². W 2011 roku gmina liczyła 3087 mieszkańców.